# Am Ettersberg
Am Ettersberg è un comune tedesco con status di Landgemeinde nel Land della Turingia.
Svolge il ruolo di "comune sussidiario" (Erfüllende Gemeinde) nei confronti della città di Neumark e dei comuni di Ballstedt e di Ettersburg.

## Storia
La città di Am Ettersberg fu creata il 1º gennaio 2019 dalla fusione della città di Buttelstedt con i comuni di Berlstedt, Großobringen, Heichelheim, Kleinobringen, Krautheim, Ramsla, Sachsenhausen, Schwerstedt, Vippachedelhausen e Wohlsborn.  Sempre in tale data la città assunse il ruolo di "comune sussidiario" (Erfüllende Gemeinde) nei confronti del comune di Dobitschen.
Il 1º agosto 2019 la città di Am Ettersberg perse il titolo di città.